# Megaselia correlata
Megaselia correlata är en tvåvingeart som först beskrevs av Schmitz 1918.  Megaselia correlata ingår i släktet Megaselia, och familjen puckelflugor. Arten är reproducerande i Sverige.